# Остапенко-Другий
Остапенко-Другий (рос. Остапенко-Второй) — хутір у Корочанському районі Бєлгородської області Російської Федерації.
Населення становить 26 осіб. Входить до складу муніципального утворення Бехтеєвське сільське поселення.

## Історія
Населений пункт розташований у східній частині української суцільної етнічної території — східній Слобожанщині.
Згідно із законом від 20 грудня 2004 року № 159 від 20 грудня 2004 року органом місцевого самоврядування є Бехтеєвське сільське поселення.

## Населення
| 2002 | 2010 |
| ---- | ---- |
| 62   | ↘26  |